# Michel Bernard

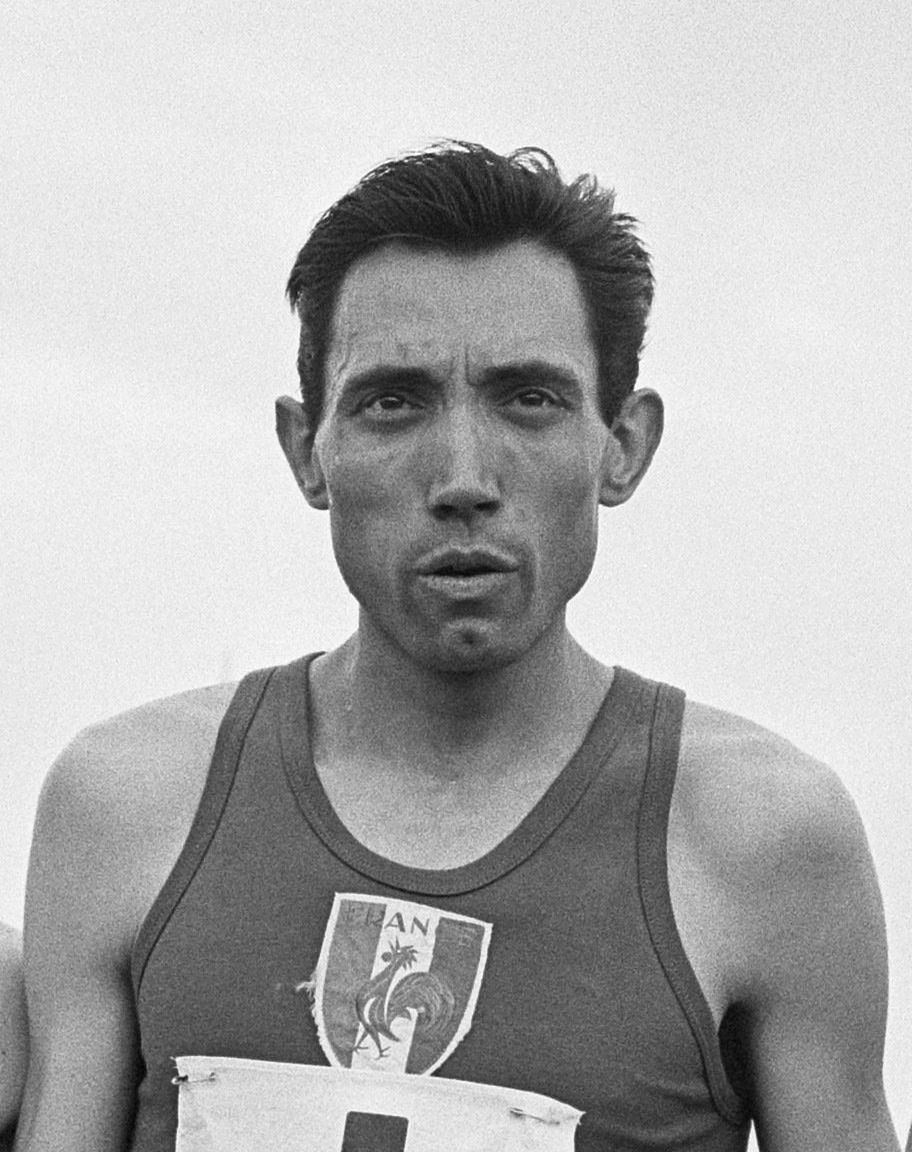
Michel Bernard 1963

Michel Pierre Ghislain Bernard (* 31. Dezember 1931 in Sepmeries, Frankreich; † 14. Februar 2019 in Anzin) war ein französischer Mittel- und Langstreckenläufer, der 1960 und 1964 drei olympische Endläufe erreichte.

## Biografie
Da sein Vater im Krieg gefallen war, musste er bereits mit 15 Jahren anfangen zu arbeiten. Die Fabrik lag elf Kilometer entfernt, die er täglich erst zu Fuß, dann mit dem Fahrrad zurücklegte. Bei Betriebsvergleichkämpfen wurde er als Crossläufer entdeckt. 1949 und 1950 wurde er französischer Jugend-/Juniorenmeister. Nach seinem Militärdienst setzte er seine Laufbahn fort und konnte 1955 erstmals französischer Meister über 1500 Meter werden. Er war sehr enttäuscht, dass er – im Gegensatz zu seinem Dauerkonkurrenten Michel Jazy – nicht für die Olympischen Spiele 1956 in Melbourne ausgewählt wurde. In diesen Amateurzeiten musste er hart arbeiten, während Jazy als Mitarbeiter der Sportzeitung L’Équipe für Training und Wettkampf immer freigestellt wurde. Er arrangierte sich mit diesem und wandte sich fortan den längeren Strecken zu. So wurde Bernard französischer Meister über 5000 Meter in den Jahren 1958, 1959, 1960 und 1962, über 10.000 Meter 1961, 1964 und 1965, Crossmeister 1958 und 1961. Bei den Olympischen Spielen in Rom 1960 wurde er jeweils 7. über 1500 und über 5000 Meter, 1964 in Tokio 6. über 1500 Meter. Er lief sieben französische Rekorde und war am Weltrekord über 4-mal 1500 Meter beteiligt.
Seit 2008 ist sein Sohn Pierre-Michel Bernard Bürgermeister von Anzin im Département Nord.

## Training
Während in den meisten Ländern Europas ein Training entsprechend neueren Erkenntnissen der Trainingswissenschaft praktiziert wurde, orientierte sich das Training Bernards an den Erkenntnissen früherer erfolgreicher Athleten. So trainierte er in den Wäldern im Norden Frankreichs so wie früher Gunder Hägg bei Gösta Olander, der zurückgezogen in den Wäldern Nordschwedens ein Trainingslager in Vålådalen unterhielt. Sein Training war durch reine Ausdauer und lange Strecken sowie durch Fahrtspiel gekennzeichnet, d. h., er machte neben langen Strecken im Wald vor allem Wiederholungstempoläufe im Gelände. Auf Aschenbahnen trainierte er nur selten. Durch die Natürlichkeit im Training konnte er selbstbestimmt trainieren, ein striktes Intervalltraining Freiburger Prägung nach Woldemar Gerschler und Herbert Reindell lehnte er ab. In Frankreich stand er mit seinem großen Trainingsvolumen in harter Konkurrenz zu Michel Jazy, der wesentlich kürzer und schneller trainierte.

## Kulturhistorische Bedeutung
Die Rivalität zwischen Michel Jazy und Michel Bernard ist symptomatisch für den kulturellen Diskurs in Frankreich in den 1950er und 60er Jahren. Zwar stammten beide aus dem Norden, Jazy aber zog im Alter von zehn Jahren nach Paris, galt als Weintrinker, Beau, Lebemann, dem alles zufiel. Bernard wurde im Norden geboren, blieb im Norden, trank wenig, wenn überhaupt, musste sein Leben lang hart arbeiten, wurde von der Zentrale in Paris eher benachteiligt, stand für einen kulturell anderen Lebensentwurf. Diese Auseinandersetzung zwischen Zentrale und Peripherie, unterschiedlichen Lebensentwürfen repräsentiert das Leben in Frankreich bis heute.

## Ehrungen
- 1991 Ritter der Ehrenlegion
- 2001 Offizier der Ehrenlegion